# Герб Ловозера
Герб Ловозера — один из официальных символов Ловозера — села в Мурманской области. Первое упоминание о саамском поселении Ловозеро относится к 1608 году. В старину это место называлось Лойъяврсийт, что означает «Селение сильных у озера».

## Описание герба
Герб представляет собой щит с шиповидной лазоревой оконечностью, обременённой серебряной рыбой. Щит пересечён узким лазоревым поясом с надписью серебром на кильдинском наречии саамского языка «ЛУЯВВЬР» (ЛОВОЗЕРО). В верхней части щита на червлёном поле стилизованная часть шамшур — национального женского головного убора. В нижней части на червлёном поле изображён идущий серебряный олень.
Лазоревая оконечность щита символизирует озеро, на берегу которого расположено и по названию которого названо село.
Символика герба: олень и рыба — символизируют основные виды деятельности местного населения — оленеводство и рыболовство. Шамшур символизирует Матрену — дочь человеческую, легендарную прародительницу рода саамов. Цветовая гамма герба является традиционной в оформлении одежды саамов. Герб села Ловозеро является единственным среди гербов населённых пунктов Мурманской области, который имеет немецкую форму.
Форма герба утверждена решением Ловоозерского райисполкома № 116 от 28 апреля 1989 года.
Автор герба — победитель конкурса художник Валерий Анатольевич Белов.